# Загрода (Красноставський повіт)
Загрода (пол. Zagroda) — село в Польщі, у гміні Сенниця-Ружана Красноставського повіту Люблінського воєводства. Населення — 404 особи (2011).

## Історія
За даними етнографічної експедиції 1869—1870 років під керівництвом Павла Чубинського, у селі переважно проживали римо-католики, меншою мірою — греко-католики, які здебільшого розмовляли українською мовою.
У 1975—1998 роках село належало до Холмського воєводства.

## Демографія
Демографічна структура станом на 31 березня 2011 року:
|          | Загалом | Допрацездатний вік | Працездатний вік | Постпрацездатний вік |
| -------- | ------- | ------------------ | ---------------- | -------------------- |
| Чоловіки | 186     | 30                 | 133              | 23                   |
| Жінки    | 218     | 41                 | 121              | 56                   |
| Разом    | 404     | 71                 | 254              | 79                   |